# Amazona auropalliata
L'amazzone nucagialla (Amazona auropalliata Lesson, 1842) è un uccello della famiglia degli Psittacidi.

## Descrizione
Molto simile all'amazzone capogiallo, si qualifica per la fronte verde come il resto del corpo e una banda gialla più o meno ampia sulla parte posteriore del collo. È priva di rosso sulle spalle. Ha colorazione blu con segni rossi sulla parte terminale delle remiganti e delle timoniere.
Oltre alla sottospecie nominale, questa specie presenta a sua volta due sottospecie assai simili: l'A. a. parvipes e l'A. a. caribaea.

## Distribuzione
L'Amazona auropalliata è presente nella zona sul Pacifico dell'America centrale, dal Messico alla Costa Rica, fino all'Honduras.

## Biologia
L'habitat di questo pappagallo è vario: foreste primarie di tipo amazzonico, foreste a galleria lungo i corsi dei fiumi, foreste costiere ricche di palme e mangrovie, savana erbosa con alberi sparsi e foresta secondaria aperta con alberi sparsi e sottobosco rado. Vive in gruppi anche numerosi che si spostano alla ricerca di pascoli dove nutrirsi; solo nel periodo riproduttivo le coppie si isolano e cercano un albero cavo per sistemarvi il nido. Le femmine depongono 3-4 uova che covano per 29 giorni. I piccoli si involano a circa 9 settimane ma dipendono dai genitori per altre 6-8 settimane.